# Włodzimierz Karpiński
Włodzimierz Witold Karpiński (ur. 16 listopada 1961 w Puławach) – polski polityk, samorządowiec i chemik, w 2011 sekretarz stanu w Ministerstwie Spraw Wewnętrznych i Administracji, w latach 2011–2013 sekretarz stanu w Ministerstwie Administracji i Cyfryzacji, w latach 2013–2015 minister skarbu państwa. Poseł na Sejm V, VI, VII i VIII kadencji, poseł do Parlamentu Europejskiego IX kadencji.

## Życiorys
Absolwent I Liceum Ogólnokształcącego im. księcia Adama Jerzego Czartoryskiego w Puławach. W 1990 ukończył studia na Wydziale Inżynierii Chemicznej i Procesowej Politechniki Warszawskiej. W 1993 ukończył również studia menedżerskie na Uniwersytecie Warszawskim, a w 2004 studia podyplomowe w zakresie zarządzania funduszami strukturalnymi i prawa Unii Europejskiej na Uniwersytecie Marii Curie-Skłodowskiej.
Od 1986 do 1989 był pracownikiem Tarchomińskich Zakładów Farmaceutycznych „Polfa Tarchomin”, a następnie dyrektorem w BPT „Synteza”. W latach 1990–1994 prowadził własną działalność gospodarczą. Był również kierownikiem w Przedsiębiorstwie Remontowo-Montażowym „Remo” w Puławach i w „OIC Poland” w Lublinie. W latach 1994–2002 pełnił funkcję wiceprezydenta Puław. Następnie do 2005 był radnym miasta. Równocześnie pełni funkcję członka zarządu Grupy Azoty Zakładów Azotowych „Puławy”.
Od 2001 związany z Platformą Obywatelską. W wyborach parlamentarnych w 2001 bez powodzenia kandydował z 2. miejsca na jej liście w okręgu lubelskim. W kolejnych wyborach parlamentarnych w 2005, startując z tej samej listy i w tym samym okręgu, uzyskał mandat posła V kadencji. W wyborach w 2007 po raz drugi uzyskał mandat poselski, otrzymując 16 873 głosy.
9 sierpnia 2011 został powołany na stanowisko sekretarza stanu w Ministerstwie Spraw Wewnętrznych i Administracji. Zastąpił na tej funkcji Tomasza Siemoniaka. W wyborach parlamentarnych w 2011 ponownie został wybrany do Sejmu z okręgu lubelskiego, znajdując się na 3. pozycji na liście Platformy Obywatelskiej i otrzymując 16 498 głosów. Z dniem 23 listopada 2011 objął stanowisko sekretarza stanu w nowo utworzonym resorcie administracji i cyfryzacji.
19 kwietnia 2013, w związku z zapowiedzią premiera Donalda Tuska o zamiarze powołania Włodzimierza Karpińskiego na stanowisko ministra skarbu państwa, odwołany został on ze stanowiska sekretarza stanu w ministerstwie administracji i cyfryzacji. Na stanowisko ministra skarbu państwa powołany został pięć dni później. W październiku 2013 wybrany został na przewodniczącego Platformy Obywatelskiej w województwie lubelskim.
22 września 2014 ponownie objął stanowisko ministra skarbu państwa, wchodząc w skład rządu Ewy Kopacz. Był jedną z osób, których prywatne rozmowy zostały nagrane i następnie ujawnione w ramach tzw. afery podsłuchowej. W jej trakcie 10 czerwca 2015 podał się do dymisji. Został odwołany ze stanowiska pięć dni później przez prezydenta RP.
W wyborach w 2015 został ponownie wybrany do Sejmu, otrzymując 10 260 głosów. W Sejmie VIII kadencji został zastępcą przewodniczącego Komisji do Spraw Energii i Skarbu Państwa, pracował też w Komisji Gospodarki i Rozwoju (2015–2016). W grudniu 2017 nie kandydował ponownie na przewodniczącego wojewódzkich struktur PO. W wyborach do Parlamentu Europejskiego w 2019 bezskutecznie ubiegał się z listy Koalicji Europejskiej jako reprezentant PO o mandat posła do PE w okręgu lubelskim (otrzymał 3501 głosów). Nie wystartował w kolejnych wyborach parlamentarnych w tym samym roku.
W listopadzie 2019 został powołany na stanowisko prezesa Miejskiego Przedsiębiorstwa Oczyszczania w Warszawie. W kwietniu 2021 wygrał konkurs na sekretarza m.st. Warszawy.
27 lutego 2023 został zatrzymany przez funkcjonariuszy CBA. Przedstawiono mu zarzut przestępstwa korupcji, do którego się nie przyznał. Na wniosek prokuratora sąd zastosował wobec niego tymczasowe aresztowanie na 3 miesiące. Następnie został zawieszony w pełnieniu funkcji sekretarza m.st. Warszawy, a w marcu 2023 odwołano go z tego stanowiska. Stosowanie tego środka było następnie przedłużane.
Po wyborach krajowych w 2023 wyraził zgodę na objęcie mandatu eurodeputowanego IX kadencji w miejsce Krzysztofa Hetmana (który został wybrany do Sejmu). W związku z uzyskaniem tego mandatu prokurator w listopadzie 2023 uchylił wobec niego tymczasowe aresztowanie. Mandat europosła IX kadencji objął w tym samym miesiącu. W 2024 nie wystartował w kolejnych wyborach europejskich.

## Odznaczenia
W 2000 odznaczony Srebrnym Krzyżem Zasługi.

## Życie prywatne
Jest żonaty, ma pięciu synów. Jego brat Bronisław został samorządowcem.